# 奧奇特基夫
49°18′20″N 29°13′48″E / 49.30556°N 29.23000°E

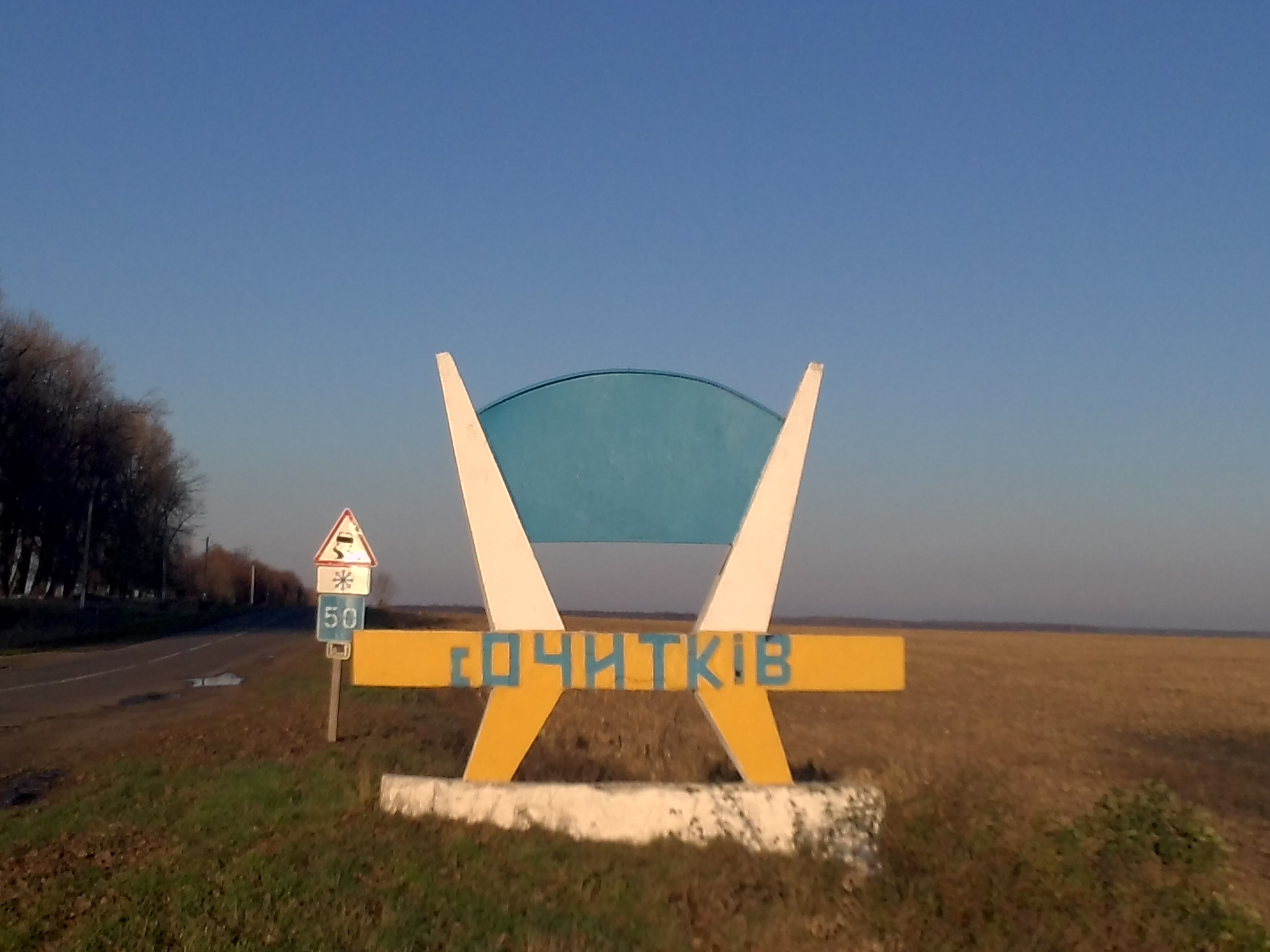

奧奇特基夫（烏克蘭語：Очитків），是烏克蘭的村落，位於該國西南部文尼察州，由文尼察區負責管轄，始建於1240年，面積2.23平方公里，海拔高度270米，2001年人口588，人口密度每平方公里263.21人。